# Prinzipalmarkt
Prinzipalmarkt è la principale via pedonale e piazza, nonché la più antica strada per gli acquisti, del centro storico della città tedesca di Münster, nella Renania Settentrionale-Vestfalia: presenta edifici del XII-XVII secolo, in gran parte ricostruiti dopo le distruzioni subite nel corso della seconda guerra mondiale.

## Storia

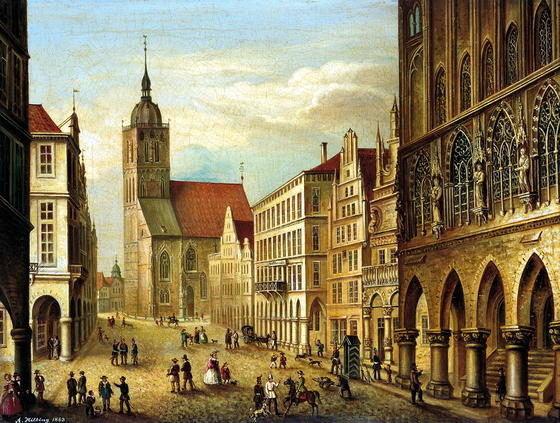
Prinzipalmarkt nel 1863 (dipinto di August Hilbig)

La denominazione "Prinzipalmarkt" risale al 1611..
Gli edifici originali furono eretti nel XII secolo grazie agli investimenti di mercanti facoltosi che si erano stabiliti nella zona.
Nel 1943 gli edifici del Prinzipalmarkt andarono distrutti sotto un bombardamento nel corso della seconda guerra mondiale. Furono ricostruiti tra il 1947 e il 1958.

## Punti d'interesse

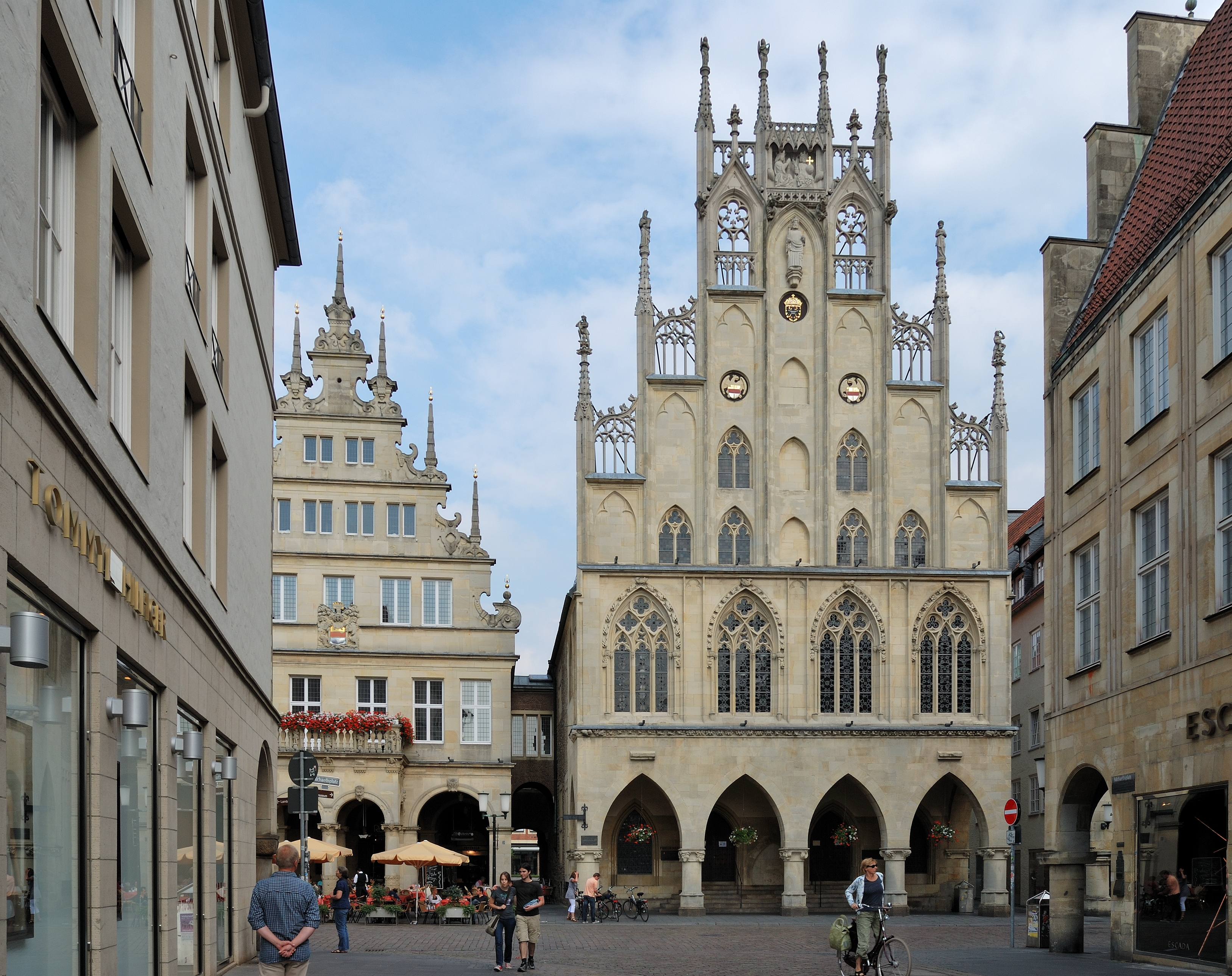
L'antico municipio in Prinzipalmarkt

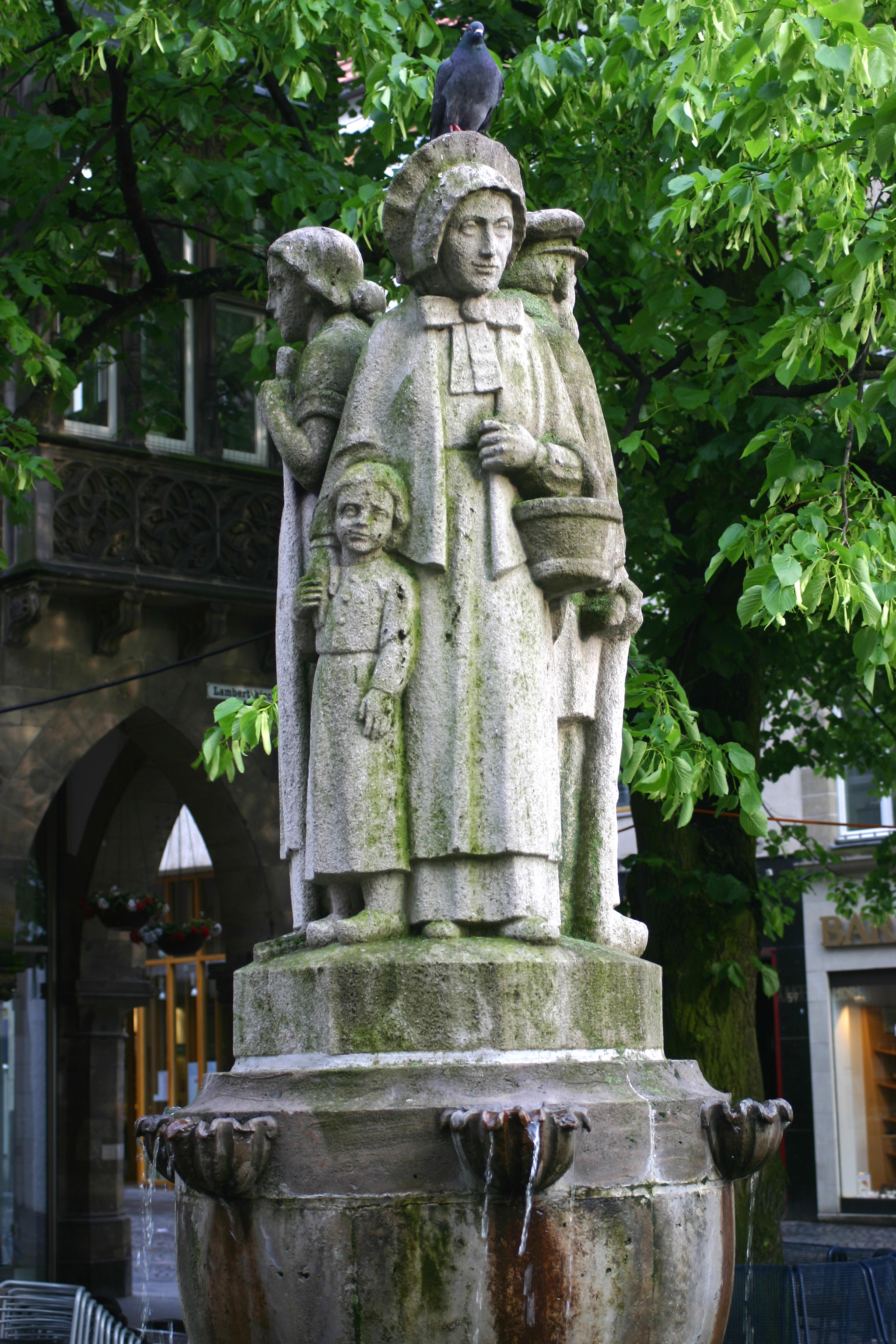
Particolare della fontana di San Lamberto

Sulla piazza si affacciano edifici importanti quali l'antico municipio e la chiesa di San Lamberto.

### Antico municipio
Al n. 10 di Prinzipalmarkt si trova l'antico municipio, risalente almeno al 1280.
È l'edificio in cui, il 25 maggio 1648, fu siglata la pace di Vestfalia.
Fu ricostruito nel 1950 dopo le distruzioni subite nel corso della seconda guerra mondiale.

### Chiesa di San Lamberto
Un altro famoso edificio di Prinzipalmarkt è la chiesa di San Lamberto (Lambertikirche): fu costruita tra il 1375 e il 1450 e ha una torre, i cui ornamenti risalgono al 1887.

### Fontana di San Lamberto
La fontana di San Lamberto (Lambertibrunnen) fu eretta il 17 settembre 1956 in luogo della preesistente fontana del 1909 distrutta sotto i bombardamenti della seconda guerra mondiale.

## Galleria d'immagini

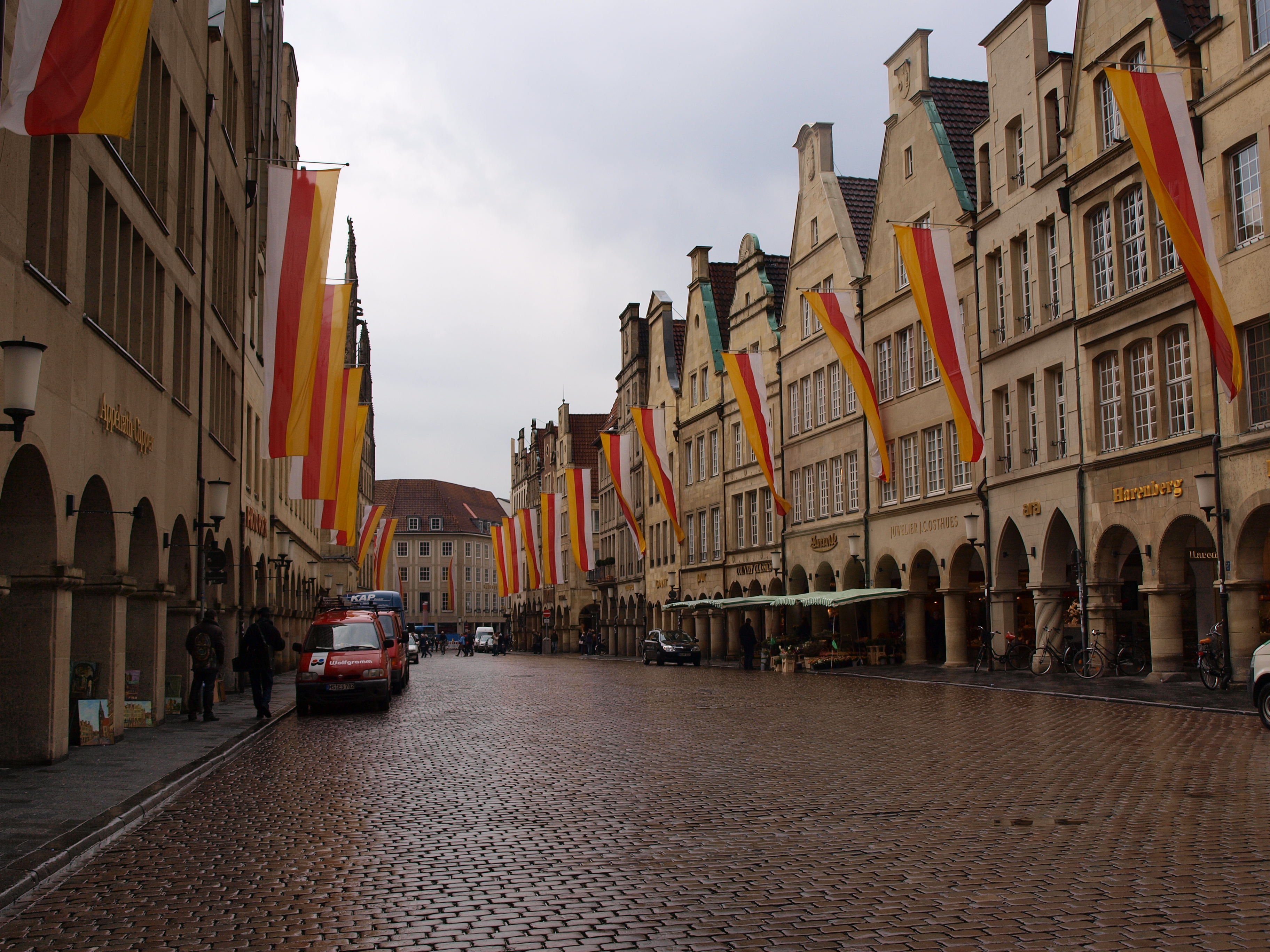
Altra immagine di Prinzipalmarkt
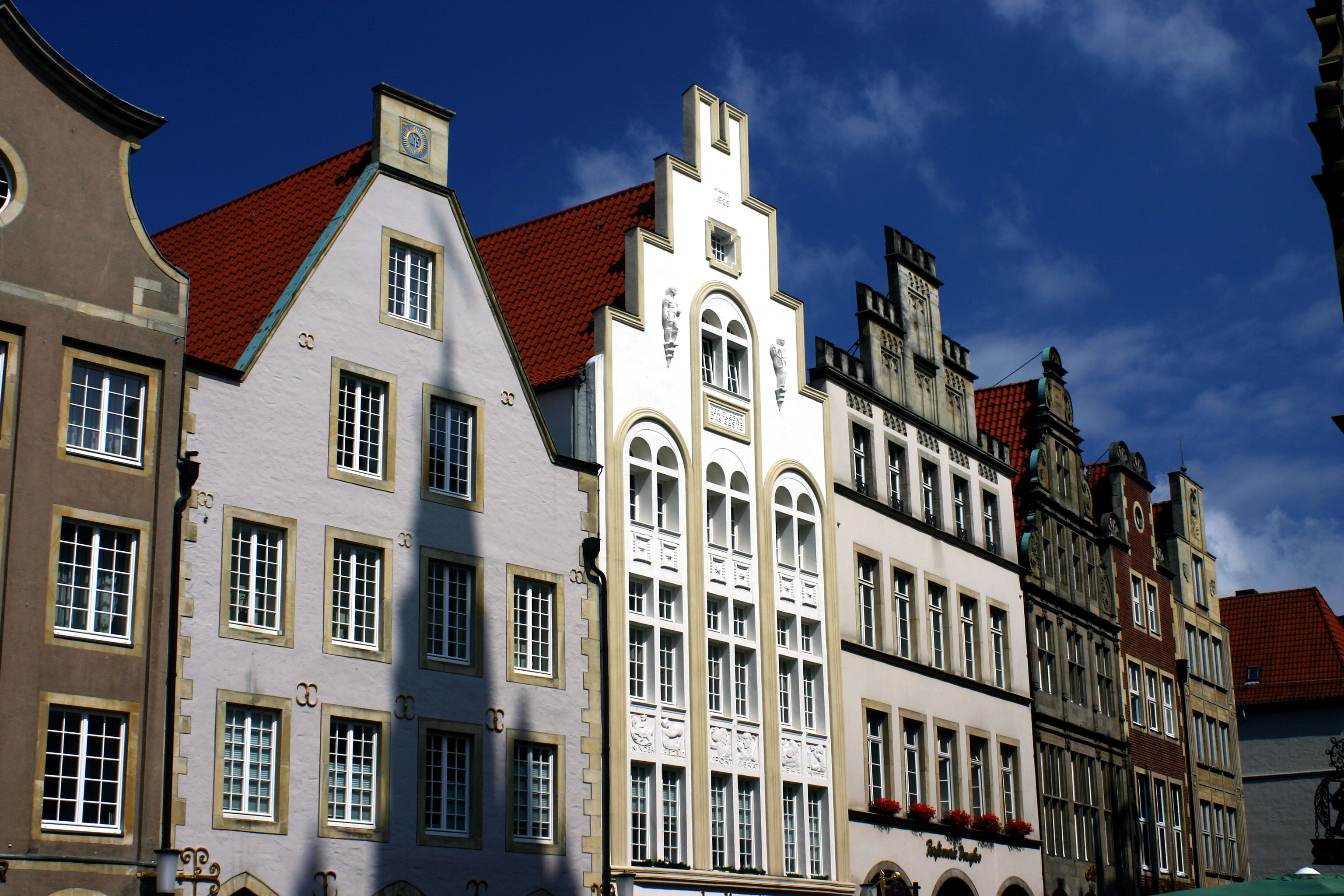
Alcuni edifici di Prinzipalmarkt
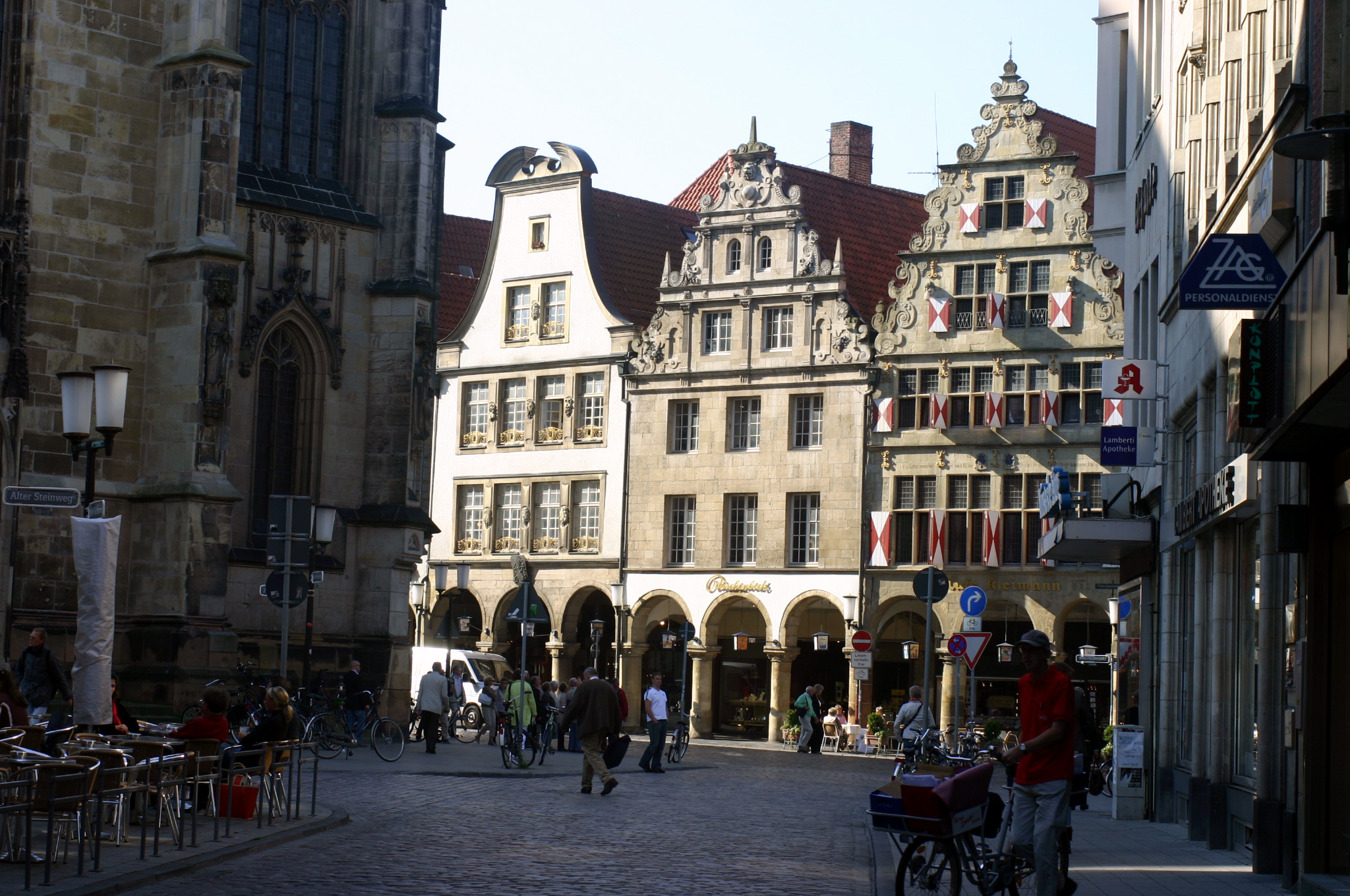
Altri edifici di Prinzipalmarkt
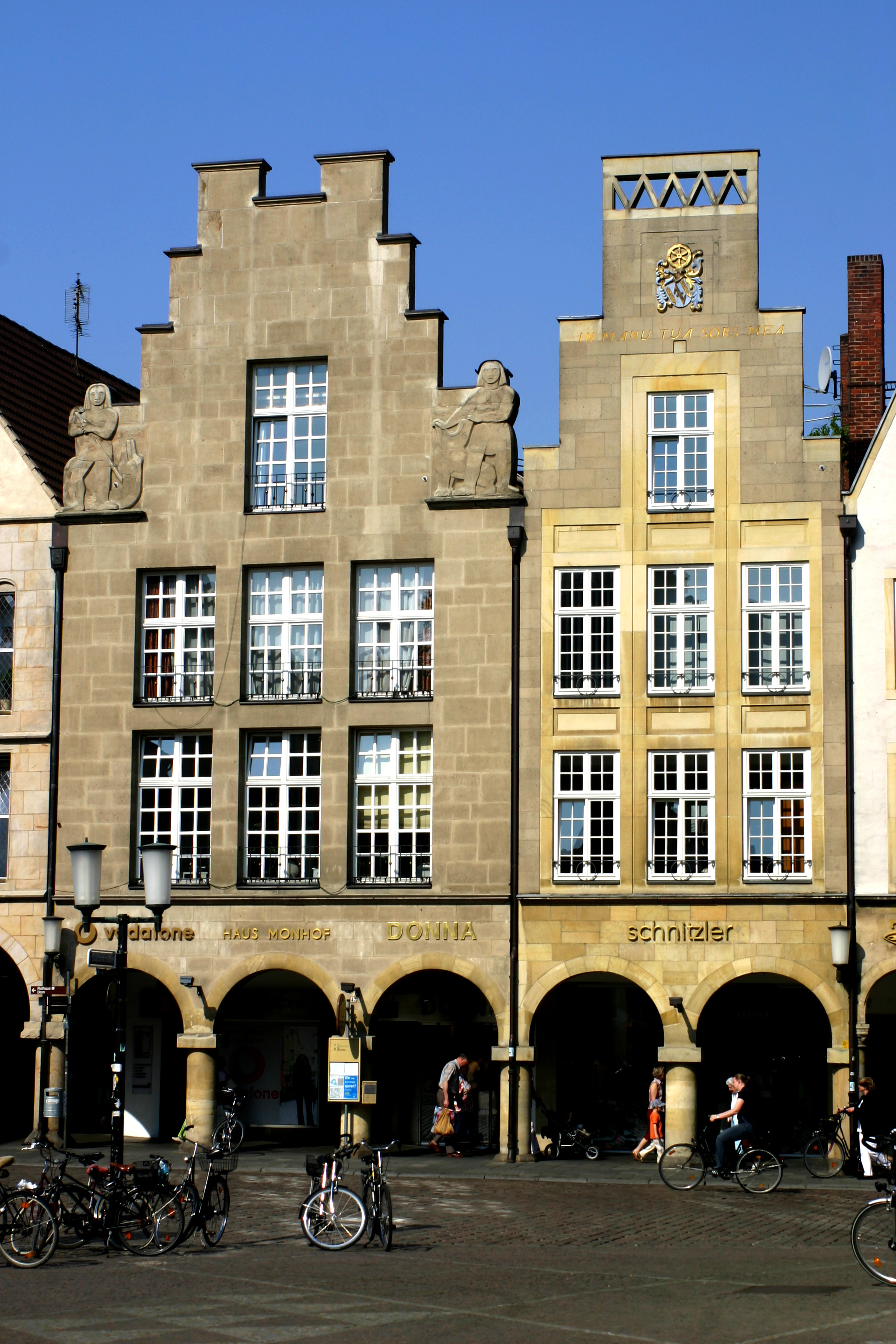
Edifici di Prinzipalmarkt nel caratteristico stile
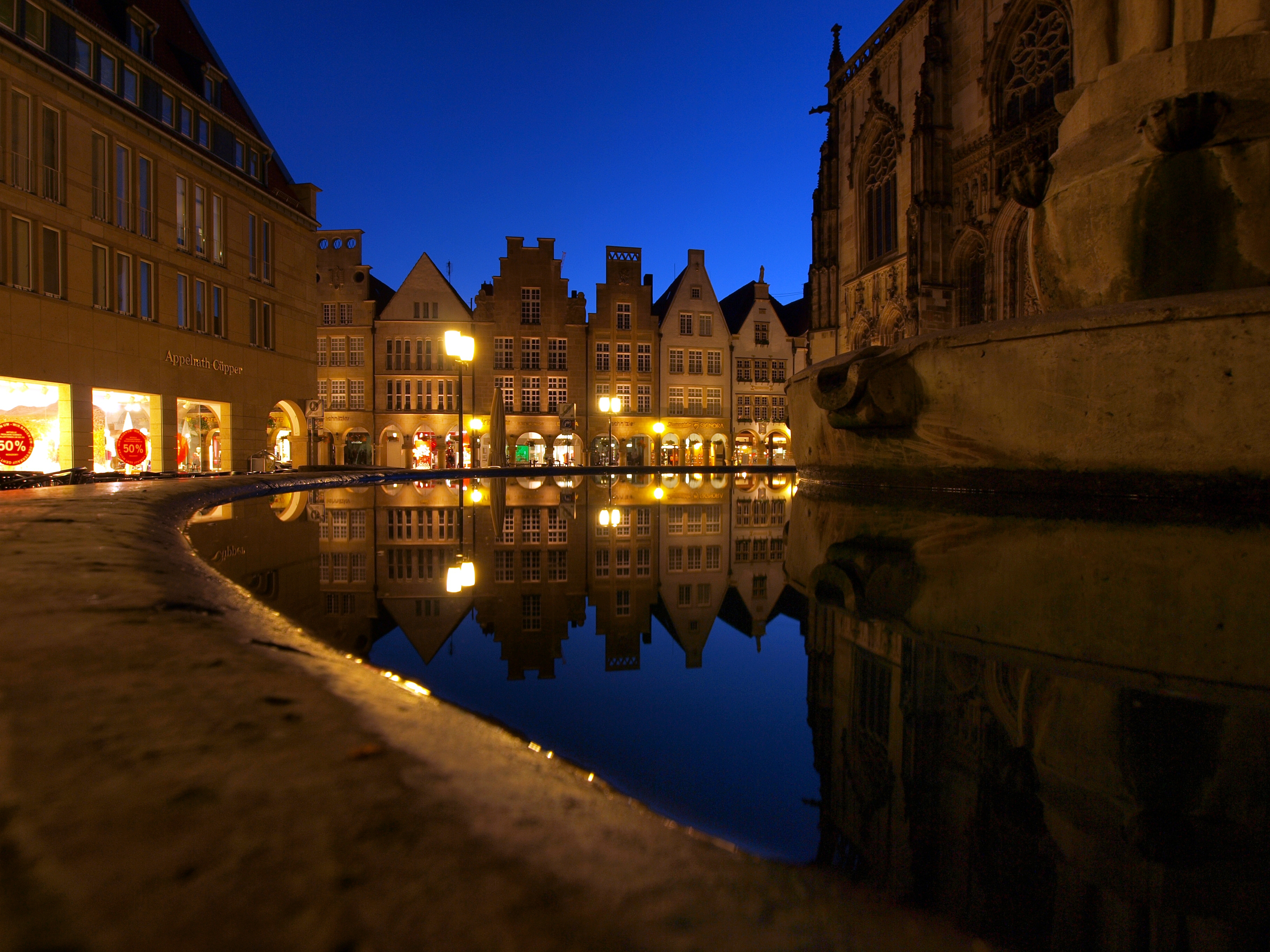
Immagine in notturna di Prinzipalmarkt